# Klaus Laermann
Klaus Laermann (* 26. Januar 1939 in Wiesbaden) ist ein deutscher Germanist, Literaturwissenschaftler, Essayist und Übersetzer.

## Leben
Laermann wurde mit einer Arbeit zu Robert Musils Mann ohne Eigenschaften 1969 promoviert. Anschließend arbeitete er als Wissenschaftlicher Assistent an der TU Darmstadt und ab 1972 als Assistenzprofessor an der FU Berlin. 1976 habilitierte er sich in Berlin. Danach hatte er Lehrstuhlvertretungen in Venedig und Amsterdam inne. Von 1980 bis zu seinem Eintritt in den Ruhestand 2002 war er Professor für Neuere Deutsche Literatur an der FU Berlin.

## Werk
Laermann übersetzte aus dem Englischen, Französischen und Italienischen. Er gehörte zu den ersten Übersetzern des französischen Psychoanalytikers Jacques Lacan. Seine Essays erschienen unter anderem im Kursbuch, im Merkur und in der Zeit. Er schrieb viel beachtete Polemiken unter anderem zu Dietmar Kamper, der Sprache des Poststrukturalismus und Peter Sloterdijk. Für seinen Aufsatz Lancancan und Derridada. Frankolatrie: gegen die neueste Mode, den neuesten Nonsens in den Kulturwissenschaften über den von französischen Philosophen geprägten Jargon in den deutschen Geisteswissenschaften erhielt er 1986 den Klagenfurter Joseph-Roth-Preis. Der Essay erschien in der Zeit und im Kursbuch, der Titel besteht aus Kofferwörtern, die den Philosophen Jacques Derrida mit der Dada-Bewegung und den Psychoanalytiker Lacan mit dem Cancan-Tanz kombinieren.

## Veröffentlichungen (Auswahl)

### Monographien
- Eigenschaftslosigkeit. Reflexionen zu Musils Roman Der Mann ohne Eigenschaften.1970
- Arthur Schnitzler. Zur Diagnose des Wiener Bürgertums im Fin de Siècle (mit Rolf Peter Janz). 1977

### Aufsätze
- Georges Bataille – Das Auge als Fetisch. In: Wollüstige Phantasie. Zur Sexualästhetik der Literatur. Hg.: H. A. Glaser. 1974.
- Raumerfahrung und Erfahrungsraum. Einige Überlegungen zu Reiseberichten aus Deutschland vom Ende des 18. Jahrhunderts. In: Reise und Utopie. Hg.: K. Laermann, H. J. Piechotta, U. Japp, R. Wuthenow u. a. 1976
- Vom Sinn des Zitierens. (Merkur, 38, 1984)
- Der Skandal um den ,Anfang'. Ein Versuch jugendlicher Gegenkultur im Kaiserreich. (‚Mit uns zieht die neue Zeit‘. Der Mythos Jugend. Hg.: T. Koebner, R. P. Janz und F. Trommler. 1985)
- Das rasende Gefasel der Gegenaufklärung. Dietmar Kamper als Symptom. (Merkur, 39, 1985)
- Lacancan und Derridada. (Kursbuch, 84, 1986)
- Von der Apo zur Apokalypse. Resignation und Fröhliche Wissenschaft am Beispiel von Peter Sloterdijk. (,Postmoderne' oder Der Kampf um die Zukunft. Hg.: P. Kemper. 1988)
- Die riskante Person in der moralischen Anstalt. Zur Darstellung der Schauspielerin in deutschen Theaterzeitschriften des späten 18. Jahrhunderts. (Die Schauspielerin. Hg.: R. Möhrmann. 1989)
- Schrift als Gegenstand der Kritik. (Merkur, 44, 1990)
- Adolph Freiherr von Knigge – oder: Die dunklen Wege der konspirativen Aufklärung. (Die Zeit, Nr. 48, 1990)
- Die Lust an der Unklarheit und die Schmerzgrenzen des Verstehens. (Wozu Literaturwissenschaft? Hg.: F. Griesheimer, A. Prinz. 1991)
- "Nach Auschwitz ein Gedicht zu schreiben ist barbarisch". Überlegungen zu einem Darstellungsverbot (Kunst und Literatur nach Auschwitz. Hg.: M. Koeppen u. a. 1993)
- Narziß gegen Ödipus. Die Studentenbewegung als ästhetischer Protest. (Neue Rundschau, H. 2, 1993); Vorabdruck in: Die Zeit, Nr. 12, 1993
- Der Zwang zum Wechsel. Moden in den Geistes- und Sozialwissenschaften. (Neue Zürcher Zeitung, Fernausgabe Nr. 209, 1993)
- Telecrazia. (Die Zeit, Nr. 16, 1994)
- Der deutsche Literatur-Kanon. Was sollen Schüler lesen? (Die Zeit, Nr. 22, 1997)
- Werther auf der Schwelle. Überlegungen zu einer Illustration von Daniel Chodowiecki. (Fs. A. Bennholdt-Thomsen. Hg.: I. v. d. Lühe, A. Runge u. a. 1997)
- Derealisierung und Grandiosität – Probleme antisozialer Moral. (Psychoanalyse, Politik und Moral. Hg.: A. Ebrecht u.A. Wöll. 1998)

### Übersetzungen
- Jacques Lacan: Schriften I (mit Rodolphe Gasché, Norbert Haas und Peter Stehlin), Olten: Walter Verlag 1973.
- Otto Fenichel: Psychoanalytische Neurosenlehre. 3 Bde. 1974–1977. (Üb. und Hg.)
- Otto Fenichel: Aufsätze. 2 Bde. 1979 und 1981. (Hg. und teilweise übers.)
- B. F. Skinner: Was ist Behaviorismus? Reinbek bei Hamburg: Rowohlt, 1978.
- Phyllis Chesler: Über Männer, Reinbek bei Hamburg: Rowohlt, 1979.
- George Herbert Mead: Gesammelte Aufsätze, Bd. 1&2, Frankfurt am Main: Suhrkamp 1980f.
- Fritz K. Ringer: Die Gelehrten, Stuttgart: Klett-Cotta, 1983.
- Joyce McDougall: Plädoyer für eine gewisse Anormalität, Frankfurt am Main: Suhrkamp, 1985.
- Russell Jacoby: Die Verdrängung der Psychoanalyse oder der Triumph des Konformismus, Frankfurt am Main : S. Fischer, 1985
- Richard Kuhns: Psychoanalytische Theorie der Kunst, Frankfurt am Main : Suhrkamp, 1986, 1. Aufl.
- Stephen Jay Gould: Der Daumen des Panda, Basel: Birkhäuser, 1987.
- Joyce McDougall: Theater der Seele, München: Verl. Internat. Psychoanalyse, 1988.
- Paul Veyne: Brot und Spiele, Frankfurt/Main: Campus-Verl., 1988.
- Victor Farías: Heidegger und der Nationalsozialismus, Frankfurt am Main: S. Fischer, 1989.
- Stephen Jay Gould: Das Lächeln des Flamingos, Basel: Birkhäuser, 1989.
- Gianni Vattimo: Nietzsche, Stuttgart: Metzler, 1992.
- Malcolm Bowie: Lacan, Göttingen: Steidl, 1994.
- Terry Eagleton: Ästhetik, Stuttgart: Metzler, 1994.
- Charles E. Larmore: Strukturen moralischer Komplexität, Stuttgart: Metzler, 1995.
- Steven E. Aschheim: Nietzsche und die Deutschen, Stuttgart: Metzler, 1996.
- Joyce McDougall: Die Couch ist kein Prokrustesbett, Stuttgart : Verl. Internat. Psychoanalyse, 1997.

## Festschrift
- Sabine Eickenrodt/Stephan Porombka/Susanne Scharnowski (Hg.): Übersetzen, übertragen, überreden, Würzburg: Königshausen & Neumann, 1999.

## Fernsehen
- Na denn Prost! (Dokumentation über deutsche Kneipen mit Sepp Strubel, ARD, 12. Juli 1981), 45 Minuten